# Грецьке (албанське) козацьке військо
Грецьке (албанське) козацьке військо – умовна назва військових формувань з частини греків і албанців, які служили на боці Російської імперії  у російсько-турецькій війні 1768-1774, а після її закінчення переселились до Росії.

## Формування та розселення
Вступали у військо й інші  не служилі переселенці з греків і албанців. Вони одержали дозвіл оселитись у Криму біля фортець Керч і Єнікале і на території майбутнього Ялтинського повіту, але через брак земель було вирішено надати переселенцям ще п'ять селищ біля Таганрогу. Переселенці одержали пільги у сплаті податків, ведені торгівлі тощо. У селищах, де проходило комплектування команд, передбачалась наявність земського правління,  над усіма п'ятьма селищами повинен був стояти ісправник. На серпень 1776 в Керчі, Єнікале й Таганрозі, куди на той час переселялись греки й албанці, мешкало близько 1236 осіб. У  складі  війська перебували не лише греки й албанці, але й українці, вірмени, кримські татари, італійці.
Юридично і фактично Албанське військо оформилось протягом березня 1775 – серпня-вересня 1776, коли албанські (грецькі) команди почали нести військову службу.  Формувалися команди за штатами регулярних відділів російської армії. В мирний час військо підлягало юрисдикції губернатора Азовської губернії, а під час бойових дій знаходилось під командою призначених Військовою колегією військових осіб. Албанські команди мали нести гарнізонну караульну службу в Таганрозькій фортеці, а  під час бойових дій могли бути переведені на інше місце служби. Після демобілізації, за власним бажанням, рядові могли записуватись до купецького або міщанського стану.

## Застосування
Після встановлення російського протекторату над Кримом (1774) і приєднання його до Росії (1783) перед урядом постало завдання контролю за місцевим населенням та узбережжям Чорного моря. До цього були залучені команди Албанського війська. Загалом значення Албанського війська як бойової одиниці не було значним через невелику кількістю греків-переселенців і їхнє небажання нести військову службу. Більшість переселенців віддавала перевагу цивільним справам: торговельним операціям, ремісництву, садівництву, тваринництву, інколи хліборобству.  З початком російсько-турецької війни 1787-1791 підвищились вимоги до несення служби. Частина греків і албанців була зарахована до Чорноморського флоту. Інші мали нести прикордонну службу по чорноморському узбережжі, запобігаючи висадкам турецьких десантів і можливим заворушенням з боку місцевого татарського населення. Крім цього, албанські команди були задіяні у несенні  служби на митницях і карантинах.
Напередодні війни 1787-1791 під час подорожі Катерини ІІ Тавридою, з доньок військових Албанського війська і представників грецької адміністрації, було створено так звану “Амазонську роту” (кінний ескадрон) на чолі з О. Сарандакі (Шидянської). Цей відділ грав роль символічного почту імператриці на її шляху до Константинополя. 
Водночас через зростання вимог командування до переселенців, нерегулярне і неповне фінансування погіршився стан більшості грецького населення, що призвело до  втеч в Туреччину. 20 травня 1797 Албанське військо офіційно було розформоване, але після того проходило низку організаційних і структурних перетворень аж до 1859. Ці перетворення  були викликані послабленням військово-політичного протистояння між Росією та Туреччиною. Спочатку військо реформували у полк, потім – у Грецький піхотний батальйон. Останній переселили ближче до дунайського театру майбутніх бойових дій – під м. Одесу (с. Олександрівка).